# Alice
Alice ist ein weiblicher Vorname.

## Herkunft und Bedeutung
Der Name Alice geht auf den altfranzösischen Namen Aalis zurück, der sich seinerseits vom germanischen Namen Adalheidis ableitet. Der Name bedeutet somit „edel“, im übertragegen Sinn „die von edler Gestalt“.

## Verbreitung
Der Name Alice ist international weit verbreitet.
In den USA zählte Alice im ausgehenden 19. und beginnenden 20. Jahrhundert zu den beliebtesten Mädchennamen. Ab der Mitte des Jahrhunderts sank die Popularität immer stärker, bis sie im Jahr 2002 mit Rang 444 einen Tiefpunkt erreichte. Seitdem nimmt seine Beliebtheit wieder zu. Seit 2014 gehört der Name wieder zu den 100 meistgewählten Mädchennamen. Im Jahr 2021 belegte er Rang 64 der Hitliste. Bis in die 1930er Jahre hinein wurde Alice sehr selten auch als Männername vergeben. Ein ähnliches Bild zeigt sich in Kanada und Neuseeland.
Auch in Frankreich erfreute sich der Name Alice bereits zu Beginn des 20. Jahrhunderts großer Beliebtheit. Bis in die 1960er Jahre sank seine Popularität bis auf Rang 212 (1962), um danach wieder anzusteigen. Seit 2014 gehört der Name zu den 10 meistgewählten Mädchennamen. Zuletzt belegte er Rang 5 der Hitliste (Stand 2021). Ein ähnliches Bild zeigt sich in Belgien.
Auch in Italien hat sich der Name Alice in der Top-10 der Vornamenscharts etabliert. Im Jahr 2020 stand er auf Rang 5 der Hitliste.
In Portugal stieg die Popularität des Namens in den vergangenen Jahren an. Im Jahr 2018 belegte er Rang 7 der Vornamenscharts.
In Schweden hat sich der Name Alice an der Spitze der Vornamenscharts etabliert. Seit 2009 belegte der Name einen der zwei Topplatzierungen. Im Jahr 2021 erreichte er zum sechsten Mal in Folge die Spitzenposition der Vornamenscharts.
In Deutschland zählte Alice bereits im ausgehenden 19. und beginnenden 20. Jahrhundert zu den beliebtesten Mädchennamen. Zur Mitte des Jahrhunderts hin wurde der Name immer seltener vergeben. Seit den 1960er Jahren ist der Name mäßig beliebt. Seine Popularität schwankte dabei stark. Seit den 2010er Jahren nimmt die Beliebtheit beständig zu. Im Jahr 2021 belegte er Rang 172 der Hitliste.

## Varianten und Aussprache
Aufgrund seiner internationalen Nutzung variiert die Aussprache des Namens in den verschiedenen Sprachen.
- Deutsch: [a.ˈliː.sə]
- Englisch: [ˈæl.ɪs]
- Französisch: [a.lis]
- Italienisch: [a.ˈliː.t͡ʃe]
- Portugiesisch: [ɐ.ˈli.sɨ]
  - Brasilianisches Portugiesisch: [a.ˈli.si]
- Tschechisch: [ˈa.lɪ.t͡sɛ]

Für Namensvarianten: siehe Adelheid#Varianten

## Namenstage
- 9. Januar: nach Alice Le Clerc
- 11. Juni: nach Alice von Schaerbeeke

## Namensträgerinnen

### Vorname
- Alice von Antiochia (≈1110 – n. 1137), Fürstin von Antiochia
- Alice von Armenien (1182–1234/40), Prinzessin von Kleinarmenien, Gattin des Prinzen von Antiochia, Herrin von Toron
- Alice (1196–1246), Regentin im Königreich Jerusalem
- Alice von Großbritannien und Irland (1843–1878), britische Prinzessin
- Alice, Countess of Athlone (1883–1981), Enkelin von Königin Victoria
- Alice, Duchess of Gloucester (1901–2004), britische Adelige

#### A – L
- Alice Adala (* 1949), ehemalige kenianische Leichtathletin
- Alice Agneskirchner (* 1966), deutsche Drehbuchautorin und Regisseurin
- Alice Anderson (* 1976), britische Künstlerin und Filmemacherin
- Alice Babs (1924–2014), schwedische Schlager- und Jazzsängerin
- Alice von Battenberg (1885–1969), Schwiegermutter von Königin Elisabeth
- Alice Bellagamba (* 1987), italienische Schauspielerin und Tänzerin
- Alice Berend (1875–1938), deutsche Schriftstellerin
- Alice Brown (* 1960), US-amerikanische Leichtathletin
- Alice Brown Chittenden (1859–1944), US-amerikanische Malerin
- Alice Brusewitz (1858–1927), neuseeländische Lehrerin und professionelle Fotografin
- Alice Calaprice (* 1941), in Deutschland geborene US-amerikanische Biografin von Albert Einstein und langjährige Verlagsherausgeberin
- Alice Candy (1888–1977), neuseeländische Lehrerin, Dozentin und Rektorin des Canterbury College in Christchurch
- Alice Kandalft Cosma, syrische Frauenrechtlerin und Diplomatin
- Alice Cruz (* 2000), portugiesische Soziologin, Hochschullehrerin und Menschenrechtsexpertin
- Alice Darr (1930–2024), US-amerikanische Jazzmusikerin und Songwriterin
- Alice Jill Edwards, australische Juristin und Menschenrechtsexpertin
- Alice Harnoncourt (1930–2022), österreichische Violinistin
- Alice Seeley Harris (1870–1970), britische Missionarin und Fotografin
- Alice Haubrich-Gottschalk (1892–1944), deutsche Kinderärztin und Gynäkologin
- Alice Herz-Sommer (1903–2014), israelische Pianistin und Überlebende von Theresienstadt
- Alice Hoffmann (* 1951), deutsche Schauspielerin und Komikerin
- Alice Moore Hubbard (1861–1915), US-amerikanische Frauenrechtsaktivistin und Schriftstellerin
- Alice Jackson Stuart (1913–2001), US-amerikanische Pädagogin und Hochschullehrerin
- Alice Jouenne (1873–1954), französische Sozialistin und Lehrerin
- Alice Keppel (eigentlich Alice Frederica Edmonstone; 1869–1947), schottische Kurtisane und Mätresse des britischen Königs Eduard VII.
- Alice Kessler (* 1936), deutsche Tänzerin und Sängerin
- Alice Korbová (* 1971), tschechische Skibergsteigerin
- Alice La Mazière (1880–1962), französische Schriftstellerin und Journalistin
- Alice Lévêque (* 1989), ehemalige französische Handballspielerin
- Alice Liddell (1852–1934), Vorbild für Lewis Carrolls Alice im Wunderland

#### M – Z
- Alice Marble (1913–1990), US-amerikanische Tennisspielerin
- Alice Macura (* 1982), österreichische Musicaldarstellerin
- Alice Merton (* 1993), deutsche Popsängerin
- Alice Miller (1923–2010), Schweizer Schriftstellerin und Kindheitsforscherin
- Alice Minchin (1889–1966), neuseeländische Lehrerin und Bibliothekarin
- Alice Munro (1931–2024), kanadische Schriftstellerin und Nobelpreisträgerin
- Alice Wairimu Nderitu (* vor 1980), kenianische Friedens- und Konfliktforscherin und Mediatorin
- Alice Neven DuMont  (1877–1964), deutsche Frauenrechtlerin und Sozialpolitikerin
- Alice Paul (1885–1977), US-amerikanische Suffragette
- Alice Perrers (≈1342–1400), englische Adelige
- Alice Pike Barney (1857–1931), US-amerikanische Malerin
- Alice Recoque (1929–2021), französische Informatikerin
- Alice Rivaz (1901–1998), Schweizer Schriftstellerin
- Alice Robinson (* 2001), neuseeländische Skirennläuferin
- Alice Ronner (1857–1957), Belgische Malerin
- Alice Rühle-Gerstel (1894–1943), deutsche Schriftstellerin
- Alice Salomon (1872–1948), deutsche Sozialreformerin
- Alice Schmidt (1916–1983), deutsche Schriftstellerin
- Alice Schmidt (Leichtathletin) (* 1981), ehemalige US-amerikanische Leichtathletin
- Alice Schoenfeld (1921–2019), deutsch-US-amerikanische Violinistin und Musikpädagogin
- Alice Schwarzer (* 1942), deutsche Feministin, Journalistin und Autorin
- Alice Shalvi (1926–2023), israelische Anglistin und Feministin
- Alice Treff (1906–2003), deutsche Schauspielerin und Synchronsprecherin
- Alice Volpi (* 1992), italienische Fechterin
- Alice Wairimu Nderitu (* vor 1990), kenianische Friedens- und Konfliktforscherin
- Alice Walker (* 1944), US-amerikanische Schriftstellerin
- Alice Weidel (* 1979), deutsche Politikerin der Alternative für Deutschland
- Alice Woodward-Horsley (1871–1957), neuseeländische Ärztin, Anästhesistin, Bakteriologin und Pathologin
- Alice Wosikowski (1886–1949), deutsche Politikerin und Widerstandskämpferin
- Alice Zeniter (* 1986), französische Schriftstellerin
- Alice Zikeli (* 1990), deutsche Schauspielerin

### Künstlername
- Alice (italienische Sängerin) (* 1954), italienische Popsängerin
- Alice (japanische Sängerin) (* 1990), japanische Popsängerin
- Alice Bag (* 1958), US-amerikanische Sängerin und Autorin
- Alice Cooper (* 1948), US-amerikanischer Rockmusiker
- Nina C. Alice (* 1966), deutsche Rocksängerin